# Aú
Aú est le nom que l'on donne à la roue en capoeira, mais elle présente beaucoup de différences par rapport à celle que l'on fait en gymnastique,. C'est un mouvement de déplacement très utilisé et qui peut être effectué dans tout style de jeu. Il existe plus d'une dizaine de variations de la roue, mais celle qu'on appelle communément « aú » est en fait un aú aberto (roue ouverte).

Aú aberto.

Certains appellent ce mouvement estrela (étoile), qui est en fait le nom en portugais de la roue en gymnastique.

## Technique
- Poser les deux mains au sol AVANT de se lancer.
- Maintenir la tête entre les épaules en gardant les yeux sur l'adversaire.
- Garder les pieds en "flex" (pé de capoeira), c'est-à-dire en tirant la pointe des pieds vers soi.
- Plier légèrement les bras et tendre bien les jambes.

Les débutants qui ont du mal avec ce mouvement posent généralement le pied trop loin de leur corps à la fin de l'aú. Il faut évidemment poser celui-ci près des mains.